# Езз-од-Дін
Езз-од-Дін (перс. عزالدين) — село в Ірані, у дегестані Базарджан, у Центральному бахші, шагрестані Тафреш остану Марказі. За даними перепису 2006 року, його населення становило 192 особи, що проживали у складі 65 сімей.

## Клімат
Середня річна температура становить 14,87 °C, середня максимальна – 33,72 °C, а середня мінімальна – -7,35 °C. Середня річна кількість опадів – 267 мм.
| Клімат поселення                              | Клімат поселення | Клімат поселення | Клімат поселення | Клімат поселення | Клімат поселення | Клімат поселення | Клімат поселення | Клімат поселення | Клімат поселення | Клімат поселення | Клімат поселення | Клімат поселення | Клімат поселення |
| Показник                                      | Січ.             | Лют.             | Бер.             | Квіт.            | Трав.            | Черв.            | Лип.             | Серп.            | Вер.             | Жовт.            | Лист.            | Груд.            |                  |
| Середній максимум, °C                         | 9,45             | 11,55            | 16,98            | 23,45            | 28,00            | 32,57            | 33,72            | 32,31            | 28,46            | 22,92            | 16,50            | 9,87             |                  |
| Середня температура, °C                       | 1,05             | 3,14             | 8,57             | 15,06            | 19,61            | 24,15            | 27,57            | 26,15            | 22,30            | 16,78            | 10,35            | 3,72             |                  |
| Середній мінімум, °C                          | −7,35            | −5,25            | 0,17             | 6,65             | 11,20            | 15,76            | 21,41            | 20,00            | 16,15            | 10,62            | 4,19             | −2,43            |                  |
| Норма опадів, мм                              | 39               | 37               | 47               | 33               | 25               | 4                | 1                | 1                | 1                | 13               | 25               | 41               |                  |
| Середньомісячна швидкість вітру, м/с          | 2.07             | 2.16             | 3.02             | 3.16             | 2.90             | 2.77             | 2.92             | 2.74             | 2.40             | 2.31             | 2.03             | 1.54             |                  |
| Середньомісячна сонячна радіація, кДж/м²·день | 8863             | 12045            | 14471            | 18089            | 22128            | 26395            | 25814            | 23685            | 20295            | 14905            | 10819            | 8727             |                  |
| --------------------------------------------- | ---------------- | ---------------- | ---------------- | ---------------- | ---------------- | ---------------- | ---------------- | ---------------- | ---------------- | ---------------- | ---------------- | ---------------- | ---------------- |
| Джерело:                                      |                  |                  |                  |                  |                  |                  |                  |                  |                  |                  |                  |                  |                  |